# Руденко, Олег Владимирович
Оле́г Влади́мирович Руде́нко (род. 25 сентября 1947, Тбилиси, Грузинская ССР) — советский и российский физик, академик РАН (2008). Заведующий кафедрой акустики физического факультета МГУ. Главный редактор журнала «Доклады Российской академии наук. Физика, технические науки» (2019—2021) и «Акустического журнала» (2003—2021), главный редактор журнала «Успехи физических наук» (с 2023 г.).
Основными направлениями научной деятельности являются теория нелинейных явлений, акустика и ряд других областей: математика, лазерная физика, геофизика, механика, биофизика и др. Согласно Web of Science имеет более 6700 цитирований своих работ, индекс Хирша — 29. Согласно Google Scholar Citations имеет более 13000 цитирований своих работ, индекс Хирша — 43, i10-индекс — 151.

## Биография
Отец — Владимир Григорьевич, коренной тбилисец, рано потерял родителей, воспитывался в детском доме с двух лет, участвовал в Великой Отечественной войне, после её окончания работал инженером на производстве. Мать — Александра Петровна, родом из Харькова, работала бухгалтером.
О. В. Руденко окончил школу с золотой медалью. Выиграв республиканскую олимпиаду по физике, после окончания школы уехал в Москву и поступил вне конкурса на физический факультет МГУ. Окончил университет в 1971 году. Кандидатскую диссертацию «Смежные проблемы нелинейной акустики и гидродинамики» защитил досрочно в 1973 году. В 1974 году был взят на работу в МГУ на должность младшего научного сотрудника. В 1975 году был привлечён к преподавательской деятельности. Читал лекции по курсам «Электродинамика», «Теория волн», «Динамика сплошных сред», кроме того вёл семинарские занятия по радиофизическим дисциплинам.
В 1977 году под руководством Р. В. Хохлова организовал экспериментальную лабораторию нелинейной и лазерной акустики, располагавшуюся в корпусе нелинейной оптики МГУ. В 1981 году защитил докторскую диссертацию по теме «Взаимодействие модулированных слабо диспергирующих волн большой интенсивности».
В 1987 году оставил созданную лабораторию и перешёл на должность заведующего кафедрой акустики. С 1990 по 1997 годы совмещал эту должность с руководством Отделения радиофизики и электроники МГУ. В 1990 году на кафедре была создана экспериментальная группа, продолжившая работы О. В. Руденко в области нелинейной и лазерной акустики.
В 1997 году избран членом-корреспондентом РАН. В 2002—2014 году был председателем Экспертного совета по физике ВАК. В 2016 г. назначен членом Президиума ВАК. С 1997 по 2003 гг. работал Председателем экспертного совета по физике и заместителем Председателя Совета фонда РФФИ.
В 2008 году был избран действительным членом Российской академии наук.

## Научные достижения
Начал свою научную деятельность на третьем курсе университета под руководством Р. В. Хохлова. К окончанию университета имел уже 10 публикаций. Его дипломная работа была признана лучшей в МГУ и впоследствии получила первый приз на Всесоюзном конкурсе и была удостоена медали Минвуза СССР.
В аспирантуре занимался проблемами теории нелинейных волн, а также и проблемой создания гамма-лазеров. Руденко была создана теория нестационарных течений Эккарта, теория нелинейных акустических течений с образованием кольцевого вихря. Показано, что решение Ландау для затопленной струи может быть применено для объяснение возбуждения «ветра» при движении жидкости под действием радиационного давления. Руденко предсказал явление самоотражения (саморасщепления) акустических волн, возникающих после образования ударных фронтов. Этот эффект был обнаружен экспериментально и нашёл своё применение в акустической диагностике. В эти же годы Руденко нашел ряд точных решений нелинейных задач, в частности, автомодельные решения уравнений типа Бюргерса.
Ряд важных научных результатов опубликован в первой монографии О. В. Руденко «Теоретические основы нелинейной акустики», написанной совместно с С. И. Солуяном. В ней впервые последовательно был изложен математический аппарат нелинейной акустики, развитый группой Р. В. Хохлова. В частности, была дана теория интенсивных дифрагирующих пучков на основе уравнения, которое О. В. Руденко предложил называть уравнением Хохлова—Заболотской (сейчас оно также известно как KZ уравнение). В той же монографии, ставшей классикой, было предложено новое интегро-дифференциальное уравнение для описания распространения волн в диспергирующих средах с памятью. Там же был сформулирован общий поход к задачам нелинейного взаимодействия недиспергирующих волн и волн со слабой дисперсией. Впервые в этой монографии для решения задач о параметрическом взаимодействии применено частотно-временное описание полей, оказавшееся чрезвычайно удобным для сильнонелинейных режимов, содержащих разрывы.
В середине 1970-х годов О. В. Руденко в серии работ развил теорию нелинейной трансформации спектров. В эти годы заложены основы таких направлений, как статистическая нелинейная акустика, лазерная оптоакустика и нелинейная гидроакустика.
Под руководством Руденко в МГУ был проведён ряд экспериментов мирового уровня, в которых были обнаружены такие эффекты, как тепловое самовоздействие ультразвука, уменьшение нелинейного поглощения при введении дополнительных линейных потерь, бистабильность резонаторов, несимметричные искажения ударных волн. Его экспериментальной группой были развиты методы лазерно-акустической диагностики.
Работая на кафедре акустики, Руденко и его экспериментальной группе удалось обнаружить новый эффект нелинейного взаимодействия акустических волн: тепловую самофокусировку пилообразных волн в непоглощающей среде. Найден физический предел, ограничивающий поля в концентраторах энергии. Под руководством Руденко там же был создан первый в мире лазерно-акустический литотриптер, прибор для бесконтактного разрушения почечных камней.
Многолетнее сотрудничество группы Руденко (1974—1993 гг.) с математиками привело к созданию универсального пакета программ для задач нелинейной физики NACSI (Nonlinear Acoustics Computer SImulation — пакет прикладных программ, созданный совместно сотрудниками механико-математического и физического факультетов МГУ им. М. В. Ломоносова (О. А. Васильева, Ю. Р. Лапидус, Е. А. Лапшин, О. В. Руденко).
В первой половине 1990-х годов по предложению О. В. Руденко был выполнен цикл работ по предсказанию уровня шумов и звуковых ударов от сверхзвуковых самолётов нового поколения.
В 1998 году Руденко была опубликована статья о дистанционном наблюдении генерации сдвиговых волн под действием радиационного давления модулированного ультразвука. Эта работа легла в основу широкого класс приборов для диагностики мягких тканей, в частности, раковых опухолей. В дальнейшем Руденко также уделял немалое внимание биомедицинским задачам. В частности, его исследования способствовали пониманию механизмов иммунной реакции на раковые клетки, приводящие к исчезновению метастазов.
Часть работ Руденко посвящена геофизике. Так, им объяснено наличие добротных резонансов в регистрации отклика вулкана Эльбрус на сейсмические сигналы различных источников, показано, что наличие этих резонансов говорит о скором извержении вулкана. Кроме этого Руденко развил теорию нелинейности гранулированных сред, насыщенных жидкостями, а также нелинейную теорию волнового резонанса. Им построена теория гигантских нелинейностей структурно-неоднородных сред и найден предел этой нелинейности.
О. В. Руденко найден ряд точных решений уравнений матфизики. В частности, предложено и решено дифференциальное уравнение 4-го порядка, описывающее волны в рассеивающей среде. Им предложен оригинальный метод решения задач путём их усложнения. Этот подход по смыслу противоположен обычным методам, основанным на упрощении уравнений, однако, позволяет получать уравнения с новыми симметриями.
В 2011 году О. В. Руденко оказался победителем конкурса Мегагрантов — единственным из руководителей проектов, проживающим в России. На средства гранта была создана лаборатория физических методов медицинской диагностики в Нижегородском университете им. Н. И. Лобачевского. Оказана финансовая поддержка разработке и созданию новых приборов, часть которых уже выпускается серийно. В последние годы О. В. Руденко опубликовал ряд статей, в которых предложены точно решаемые нелинейные уравнения 2-го порядка (в дополнение к известному уравнению Бюргерса), содержащие «квадратично-кубичную» и «модульную» нелинейности. Найдены точные решения в виде волн, обнаруживающих новые корпускулярные свойства. Начаты работы в новом направлении — теории сильно нелинейных волн; соответствующие модели не допускают предельного перехода к линейным задачам даже для исчезающе слабых возмущений. Сильные волны обнаруживают ряд необычных эффектов, в числе которых — самозахват и полная остановка, саморасщепление, взаимное поглощение и аннигиляция импульсных сигналов.
О. В. Руденко был научным руководителем следующих профессоров и докторов наук: Гусев В. Э., Канер В. В., Карабутов А. А., Куницын В. Е., Новиков Б. К., Сапожников О. А., Хохлова В. А., Черепецкая Е. Б., Шамаев В. Г.

## Труды
- О. В. Руденко, С. И. Солуян. Теоретические основы нелинейной акустики. — М.: Наука, 1975. — 287 с.
- O. V. Rudenko, S. I. Soluyan. Theoretical foundations of nonlinear acoustics. — Consultants Bureau, 1977. — 274 с. — ISBN 0-30-610933-6.
- Б. К. Новиков, О. В. Руденко, В. И. Тимошенко. Нелинейная гидроакустика. — Л.: Судостроение, 1981. — 264 с.
- О. А. Васильева, А. А. Карабутов, Е. А. Лапшин, О. В. Руденко. Взаимодействие одномерных волн в средах без дисперсии. — M.: Издательство МГУ, 1983. — 150 с.
- B. K. Novikov, O. V. Rudenko, V. I. Timoshenko. Nonlinear Underwater Acoustics. — Acoustical Society of America translation book, 1987. — 261 с. — ISBN 0-88-318522-9.
- М. Б. Виноградова, О. В. Руденко, А. П. Сухоруков. Теория волн. — М.: Наука, 1979. — 384 с.
- М. Б. Виноградова, О. В. Руденко, А. П. Сухоруков. Теория волн: Линейные и нелинейные волны. — 2-е изд., перераб. и доп.. — М.: Наука, 1990. — 432 с. — ISBN 5-02-014050-3.
- М. Б. Виноградова, О. В. Руденко, А. П. Сухоруков. Теория волн: Линейные и нелинейные волны. — 3-е изд.. — М.: Ленанд, 2015. — 432 с. — ISBN 978-5-9710-1558-1.
- Акустика в задачах. Под ред. С. Н. Гурбатова и О. В. Руденко, 2-е изд., испр. и доп.. — М.: Наука. Физматлит, 2009. — 336 с. — ISBN 978-5-9221-1020-4.
- О. В. Руденко, С. Н. Гурбатов, К. М. Хедберг. Нелинейная акустика в задачах и примерах. — М.: Физматлит, 2007. — 176 с. — 1500 экз. — ISBN 5-9221-0761-5.
- С. Н. Гурбатов, О. В. Руденко,  А. И. Саичев. Волны и структуры в нелинейных средах без дисперсии. Приложения к нелинейной акустике. — М.: Физматлит, 2008. — 496 с. — ISBN 978-5-9221-1042-6.
- S. N. Gurbatov, O. V. Rudenko, A. I. Saichev. Waves and structures in nonlinear nondispersive media. — NY, Beijing: Springer (NY) asd Higher Education Press (Beijing), 2011. — 472 с. — ISBN 978-3-642-23616-7.

## Награды
- Медаль Министерства Высшего образования за лучшую студенческую работу СССР (1971)
- Медаль ВДНХ за учебное пособие «Теория волн» (1-е издание) (1979)
- Государственная премия СССР (1985) — за цикл работ «Создание основ нелинейной акустики и её приложений»
- Премия им. М. В. Ломоносова (1991) — за работы по созданию лазерно-акустического литотриптера
- Государственная премия Российской Федерации (1997) — за цикл работ «Динамика интенсивных шумовых волн и нелинейных структур в средах без дисперсии»
- Премия издательства МАИК-Наука (1998) — за статью, легшую в основу разработки приборов диагностики мягких тканей
- Медаль ордена «За заслуги перед Отечеством» II степени (2005) — за заслуги в научной и педагогической деятельности и большой вклад в подготовку высококвалифицированных специалистов[4]
- Почётный работник высшего профессионального образования Российской Федерации (2005).
- Главная Премия издательства МАИК-Наука (2012) за монографию "Волны и структура в нелинейных средах без дисперсии"
- Орден Дружбы (2015) — за заслуги в развитии образования, научной и педагогической деятельности, большой вклад в подготовку квалифицированных специалистов[5]
- Заслуженный профессор Московского университета (2018).
- Премия им. М. В. Ломоносова (2020) за педагогическую деятельность
- Орден Почёта (2024) — за большой вклад в развитие отечественной науки, многолетнюю плодотворную деятельность и в связи с 300-летием со дня основания Российской академии наук[6]